# Contrôle automatisé du franchissement de feux rouges en France
Cet article couvre le concept de contrôle-sanction automatisé de franchissement de feux rouges en France. Il s'agit d'un matériel à même finalité que le radar automatique, mais de technologie différente et non destiné au contrôle de vitesse.
Elle est destinée à contrôler le respect des feux de circulation.

## Histoire
Ce dispositif, encore expérimental en 2007, s'inscrit dans la continuité de la mise en place du contrôle-sanction automatisé des vitesses qui trouve ses fondements dans la loi du 12 juin 2003 renforçant la lutte contre la violence routière. On se référera donc utilement à la section histoire des radars automatiques en France : Radar automatique en France#Histoire.

### Un enjeu: le milieu urbain
En 2004 deux accidents sur trois (57 825 accidents corporels) ont eu lieu en milieu urbain, causant près d'un quart des tués (1 451 tués). À Paris 353 franchissements de feux rouges ont eu lieu cette même année, occasionnant 428 victimes dont un mort et 42 blessés graves.
Le code de la route dispose que, face à une signalisation de feu rouge, tout usager de la route, motorisé ou non, doit marquer impérativement un arrêt.
La position de l'arrêt est déterminée par la loi qui précise qu'il doit se faire en respectant la limite d'une ligne perpendiculaire à l'axe de la voie de circulation. Lorsque cette ligne d'arrêt n'est pas matérialisée sur la chaussée, elle se situe à l'aplomb du feu de signalisation ou avant le passage pour piétons lorsqu'il en existe un.

### 2005-2007: Les expérimentations
Depuis 2005, plusieurs expériences ont lieu à Paris, au Vésinet, à Toulouse, à Nancy et à Metz pour mettre au point les systèmes qui équiperont bientôt les carrefours les plus accidentogènes.
À Paris, sur l’annexe de la préfecture de police, 14 quai de Gesvres (4e arr.), un test grandeur nature est mené à l’initiative du ministère des Transports dans le cadre du projet de contrôle sanction automatisé. L’appareil, fourni par la société Fareco est fabriqué par Gatsometer.
Au Vésinet, le système installé fonctionne grâce à des capteurs alors qu'à Toulouse le système repose sur l'analyse vidéo.
À Nancy, le système est semi-automatique et fonctionne avec des capteurs et flash infra-rouge. La première convention d'expérimentation entre l'État et la Communauté urbaine du Grand Nancy a été approuvée le 5 novembre 2004. La phase de normalisation et d’homologation des matériels étant plus longue que prévu ainsi que les phases d’expertises des différents systèmes en place, un avenant en date du 23 juin 2006 a prolongé cette expérimentation jusqu'au 18 avril 2007.

### 2009-2018 Déploiement
Pour des raisons techniques, il est temporairement impossible d'afficher le graphique qui aurait dû être présenté ici.

En 2018, 34% des CA de feu rouges se trouve dans des agglomérations de plus de 500 000 habitants, 31 % entre 100 000 et 500 000 habitants et 35 % moins de 100 000 habitants

## Base législative et réglementaire

### Textes de base
- Loi no 2003-495 du 12 juin 2003[5] renforçant la lutte contre la violence routière.
- Décret no 2003-642 du 11 juillet 2003[6] portant application de certaines dispositions de la loi no 2003-495 du 12 juin 2003 renforçant la lutte contre la violence routière et modifiant notamment le code pénal, le code de procédure pénale et le code de la route.
- Délibération no 03-041 du 23 septembre 2003 de la Commission nationale de l'informatique et des libertés portant avis sur un projet d'arrêté interministériel portant création d'un dispositif expérimental visant à automatiser la constatation de certaines infractions routières et l'envoi de l'avis de contravention correspondant et sur un projet d'arrêté modifiant l'arrêté du 29 juin 1992 portant création du système national des permis de conduire.
- Arrêté du 27 octobre 2003[7] portant création du système de contrôle sanction automatisé.

### Textes connexes
- Arrêté du 29 juin 1992 portant création du Système national des permis de conduire et le projet d'arrêté modificatif de cet arrêté.
- Arrêté du 20 janvier 1994 portant création du fichier national des immatriculations.
- Arrêté du 18 juillet 1994 portant création du traitement automatisé de suivi du recouvrement des amendes et des condamnations pécuniaires.

### Franchissements de feux rouges
- Arrêté du 15 juillet 2004 relatif à l'homologation des équipements de constatation automatisée du franchissement de feux rouges[8].

## Matériel

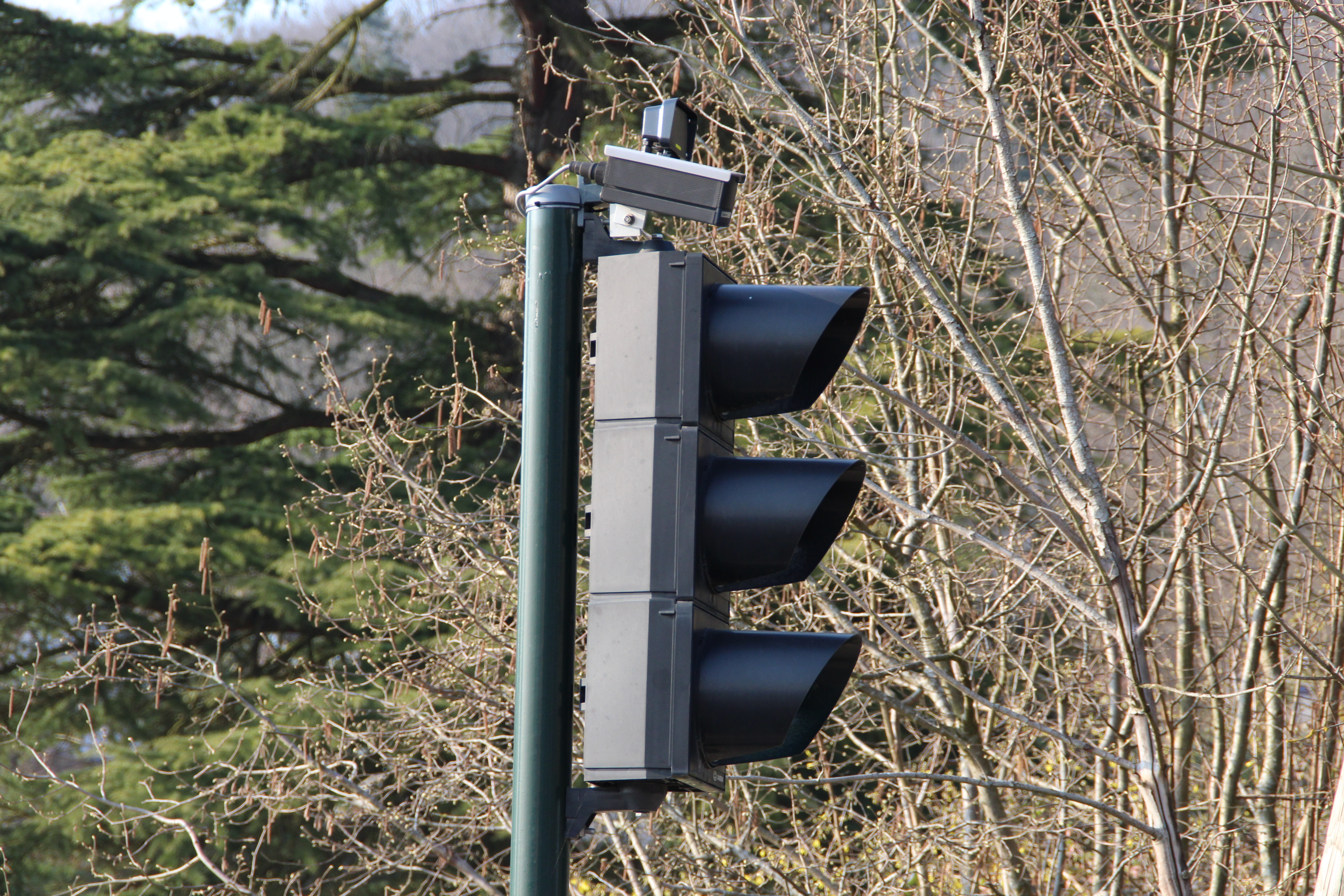
Radar de feu rouge expérimenté à Gif-sur-Yvette

Un dispositif de contrôle-sanction pour les franchissements de feux rouges est constitué par l'ensemble des dispositifs destinés à la détection des véhicules (boucles dans la chaussée ou capteurs spécifiques), à la ou les photographies de la zone de détection, du véhicule et de sa plaque minéralogique, avec incrustation d'une ou plusieurs chaîne(s) de données alpha-numérique(s) et à l'archivage des clichés et des données qui les accompagnent. Il inclut également les éventuels dispositifs additionnels matériels et logiciels qui assurent la coordination de ces fonctionnalités, tels que le dispositif asservissant la décision d'état de présence illicite d'un véhicule dans la zone de détection, le déclenchement de la prise de vue correspondante, ainsi que les éventuels dispositifs périphériques matériels et logiciels qui pourraient être nécessaires pour satisfaire aux exigences du cahier des charges, tel qu'un dispositif d'éclairage. Pour un même courant de circulation, une ou plusieurs voies peuvent être contrôlées.
On distingue deux catégories de dispositifs de contrôle automatisé de franchissements de feux rouges :
- Dispositif simple, contrôlant les mouvements directs ;
- Dispositif complexe, pouvant contrôler les mouvements tournants.

Depuis octobre 2015, un nouvel équipement est expérimenté à Gif-sur-Yvette.

## Équipements homologués[10]
- Le MESTA 3000 de la société Sagem[11]
- Le CAPTOR de la société Aximum
- Le GTC-GS11B de la société Fareco
- Le GTC-GS11R de la société Fareco

## Spécifications techniques

### Langage de commande
Le langage de commande des bornes CSA-FR (Contrôle-sanction automatisé des feux rouges) est le LCR : Langage de commande routier.

### Obtention de l'état du feu
L'état du feu tricolore, c'est-à-dire la couleur que le feu affiche, est obtenu par interprétation des signaux de sortie du contrôleur de carrefour ou de l'état des signaux lumineux, sans dialogue avec le contrôleur et sans altérer les caractéristiques photométriques, colorimétriques et électriques des signaux lumineux. Le contrôleur de carrefour à feux reste donc indépendant du système de contrôle-sanction automatisé de franchissements de feux rouges.

## Contraventions
Le fait pour tout conducteur, de contrevenir à l'interdiction de passer imposée par un feu rouge est puni d'une amende de 135 euros, d'une peine complémentaire de suspension du permis de conduire pour une durée de dix ans au plus. Cette contravention de neuvième classe donne lieu de plein droit à la réduction de quatre points du permis de conduire.
La forfaitisation de l'ensemble des contraventions de 4e classe du code de la route a eu pour conséquence que la procédure de l'amende forfaitaire est désormais étendue au non-respect de l'arrêt au feu rouge fixe ou clignotant ou du panneau « stop », et en cas de dépassement de la vitesse maximale autorisée compris entre 40 et 49 km/h.